# هيني تير وير
هيني تير وير (7 أغسطس 1922 – 12 أغسطس 2013) هو مبارز بالسيف هولندي راحل، مثّل بلاده في الألعاب الأولمبية الصيفية 1948.

## روابط رياضية
هيني تير وير على موقع أوليمبيديا (الإنجليزية)